# Рід Ларсон
Рід Ларсон (англ. Reed Larson, нар. 30 липня 1956, Міннеаполіс) — колишній американський хокеїст, що грав на позиції захисника. Грав за збірну команду США.
Провів понад 900 матчів у Національній хокейній лізі. 

## Ігрова кар'єра
Хокейну кар'єру розпочав 1974 року.
1976 року був обраний на драфті НХЛ під 22-м загальним номером командою «Детройт Ред-Вінгс». 
Протягом професійної клубної ігрової кар'єри, що тривала 15 років, захищав кольори команд «Детройт Ред-Вінгс», «Бостон Брюїнс», «Едмонтон Ойлерс», «Нью-Йорк Айлендерс», «Міннесота Норт-Старс», «Баффало Сейбрс», «Мен Марінерс», «Аллеге» та «Мілан».
Загалом провів 936 матчів у НХЛ, включаючи 32 гри плей-оф Кубка Стенлі.
У складі національної збірної США брав участь у чемпіонаті світу 1981 та Кубку Канади.

## Нагороди та досягнення
- Учасник матчу усіх зірок НХЛ — 1978, 1980, 1981.
- Трофей Лестера Патріка — 2006.

## Статистика
| Сезон        | Клуб                      | Ліга         | Регулярний сезон | Регулярний сезон | Регулярний сезон | Регулярний сезон | Регулярний сезон | Плей-оф | Плей-оф | Плей-оф | Плей-оф | Плей-оф |
| Сезон        | Клуб                      | Ліга         | І                | Г                | П                | О                | ШХ               | І       | Г       | П       | О       | ШХ      |
| ------------ | ------------------------- | ------------ | ---------------- | ---------------- | ---------------- | ---------------- | ---------------- | ------- | ------- | ------- | ------- | ------- |
| 1974–75      | Міннесотський університет | НКАА         | 41               | 11               | 17               | 28               | 37               | —       | —       | —       | —       | —       |
| 1975–76      | Міннесотський університет | НКАА         | 42               | 13               | 29               | 42               | 94               | —       | —       | —       | —       | —       |
| 1976–77      | Міннесотський університет | НКАА         | 21               | 10               | 15               | 25               | 30               | —       | —       | —       | —       | —       |
| 1976–77      | «Детройт Ред-Вінгс»       | НХЛ          | 14               | 0                | 1                | 1                | 23               | —       | —       | —       | —       | —       |
| 1977–78      | «Детройт Ред-Вінгс»       | НХЛ          | 75               | 19               | 41               | 60               | 95               | 7       | 0       | 2       | 2       | 4       |
| 1978–79      | «Детройт Ред-Вінгс»       | НХЛ          | 79               | 18               | 49               | 67               | 169              | —       | —       | —       | —       | —       |
| 1979–80      | «Детройт Ред-Вінгс»       | НХЛ          | 80               | 22               | 44               | 66               | 101              | —       | —       | —       | —       | —       |
| 1980–81      | «Детройт Ред-Вінгс»       | НХЛ          | 78               | 27               | 31               | 58               | 153              | —       | —       | —       | —       | —       |
| 1981–82      | «Детройт Ред-Вінгс»       | НХЛ          | 80               | 21               | 39               | 60               | 112              | —       | —       | —       | —       | —       |
| 1982–83      | «Детройт Ред-Вінгс»       | НХЛ          | 80               | 22               | 54               | 74               | 104              | —       | —       | —       | —       | —       |
| 1983–84      | «Детройт Ред-Вінгс»       | НХЛ          | 78               | 23               | 39               | 62               | 122              | 4       | 2       | 0       | 2       | 21      |
| 1984–85      | «Детройт Ред-Вінгс»       | НХЛ          | 77               | 17               | 45               | 62               | 139              | 3       | 1       | 2       | 3       | 20      |
| 1985–86      | «Детройт Ред-Вінгс»       | НХЛ          | 67               | 19               | 41               | 60               | 109              | —       | —       | —       | —       | —       |
| 1985–86      | «Бостон Брюїнс»           | НХЛ          | 13               | 3                | 4                | 7                | 8                | 3       | 1       | 0       | 1       | 6       |
| 1986–87      | «Бостон Брюїнс»           | НХЛ          | 66               | 12               | 24               | 36               | 95               | 4       | 0       | 2       | 2       | 2       |
| 1987–88      | «Мен Марінерс»            | АХЛ          | 2                | 2                | 0                | 2                | 4                | —       | —       | —       | —       | —       |
| 1987–88      | «Бостон Брюїнс»           | НХЛ          | 62               | 10               | 24               | 34               | 93               | 8       | 0       | 1       | 1       | 6       |
| 1988–89      | «Едмонтон Ойлерс»         | НХЛ          | 10               | 2                | 7                | 9                | 15               | —       | —       | —       | —       | —       |
| 1988–89      | «Нью-Йорк Айлендерс»      | НХЛ          | 33               | 7                | 13               | 20               | 35               | —       | —       | —       | —       | —       |
| 1988–89      | «Міннесота Норт-Старс»    | НХЛ          | 11               | 0                | 9                | 9                | 18               | 3       | 0       | 0       | 0       | 4       |
| 1989–90      | «Баффало Сейбрс»          | НХЛ          | 1                | 0                | 0                | 0                | 0                | —       | —       | —       | —       | —       |
| 1989–90      | «Аллеге»                  | Серія A      | 43               | 24               | 50               | 74               | 51               | —       | —       | —       | —       | —       |
| 1990–91      | «Мілан»                   | Серія A      | 36               | 13               | 38               | 51               | 24               | —       | —       | —       | —       | —       |
| 1993–94      | ХК «Курмайор»             | Серія A      | 25               | 10               | 23               | 33               | 54               | —       | —       | —       | —       | —       |
| 1994–95      | «Міннесота Мус»           | ІХЛ          | 9                | 2                | 2                | 4                | 11               | —       | —       | —       | —       | —       |
| Усього в НХЛ | Усього в НХЛ              | Усього в НХЛ | 904              | 222              | 463              | 685              | 1391             | 32      | 4       | 7       | 11      | 63      |